# Šachová olympiáda 2006
37. šachová olympiáda pořádaná FIDE se konala mezi 20. květnem a 6. červencem 2006 v Turíně v Itálii. V otevřené části se zúčastnilo 148 družstev ze 143 zemí a v ženské části 103 družstev z 99 zemí. Oba turnaje řídil mezinárodní rozhodčí Geurt Gijssen z Nizozemska a hrály se na 13 kol švýcarským systémem. Otevřená kategorie se hrála na čtyřech šachovnicích, zatímco ženská část na třech. O pořadí rozhodoval na prvním místě počet získaných bodů na šachovnicích a dále Buchholzův systém, zápasové body, Sonnebornův–Bergerův systém a střední Bucholtz. Časová kontrola byla nastavena na 90 minut na celou partii s přídavkem 30 sekund na každý tah.
V otevřené kategorii zvítězilo družstvo Arménie v čele s Levonem Aronianem a v kategorii žen družstvo Ukrajiny v čele s Nataljou Žukovovou.

## Otevřený turnaj

### Výsledky
Otevřené soutěže se zúčastnila družstva ze 143 šachových svazů zastoupených ve FIDE, "B" a "C" družstvo pořádající Itálie a družstva zastupující mezinárodní šachové federace nevidomých, neslyšících a tělesně postižených. Družstva Somálska a Sierry Leone byla přihlášena, ale nedorazila.
| #   | Družstvo  | Sestava | Nasazení | Elo  | Skóre | Bucholz | Body | Výhry | Remízy | Prohry |
| --- | --------- | --- | -------- | ---- | ----- | ------- | ---- | ----- | ------ | ------ |
| 1.  | Arménie   | Levon Aronian, Vladimír Akopjan, Karen Asrian, Smbat Lputian, Gabriel Sarkisjan, Artashes Minasian                                        | 3        | 2682 | 36,0  | 397,0   | 23   | 10    | 3      | 0      |
| 2.  | Čína      | Pu Siang-č', Čang Čung, Čang Pcheng-siang, Wang Jüe, Ni Chua, Čao Ťün                                                                     | 12       | 2628 | 34,0  | 393,0   | 17   | 8     | 1      | 4      |
| 3.  | USA       | Gata Kamsky, Alexander Oniščuk, Hikaru Nakamura, Ildar Ibragimov, Gregory Kaidanov, Varuzhan Akobian                                      | 7        | 2656 | 33,0  | 392,2   | 21   | 9     | 3      | 1      |
| 4.  | Izrael    | Boris Gelfand, Ilia Smirin, Emil Sutovsky, Boris Avruch, Alexander Huzman, Victor Mikhalevski                                             | 6        | 266  | 33,0  | 380,5   | 21   | 9     | 3      | 1      |
| 5.  | Maďarsko  | Zoltán Almási, Zoltan Gyimesi, Ferenc Berkes, Csaba Balogh, Robert Ruck, Adam Horvath                                                     | 16       | 2610 | 32,5  | 386,5   | 18   | 7     | 4      | 2      |
| 6.  | Rusko     | Vladimir Kramnik, Peter Svidler, Alexandr Griščuk, Alexandr Morozevič, Jevgenij Barejev, Sergej Rublevskij                                | 1        | 2730 | 32,0  | 410,5   | 16   | 7     | 2      | 4      |
| 7.  | Francie   | Étienne Bacrot, Joel Lautier, Andrej Sokolov, Laurent Fressinet, Maxime Vachier-Lagrave, Christian Bauer                                  | 5        | 2665 | 32,0  | 396,0   | 19   | 7     | 5      | 1      |
| 8.  | Ukrajina  | Vasilij Ivančuk, Andrej Volokitin, Sergej Karjakin, Pavel Jeljanov, Alexandr Mojsejenko, Zachar Jefimenko                                 | 4        | 2680 | 32,0  | 390,5   | 18   | 8     | 2      | 3      |
| 9.  | Bulharsko | Kiril Georgijev, Ivan Čeparinov, Aleksandr Delčev, Vasilij Spasov, Vladimir Petkov, Valentin Jotov                                        | 10       | 2633 | 32,0  | 385,5   | 16   | 7     | 2      | 4      |
| 10. | Španělsko | Alexej Širov, Francisco Vallejo Pons, Miguel Illescas Cordoba, Julien Arizmendi Martinez, Pablo San Segundo Carrillo, Marc Narciso Dublan | 11       | 2628 | 32,0  | 377,5   | 18   | 7     | 4      | 2      |
| 11. | Česko     | David Navara, Zbyněk Hráček, Vlastimil Babula, Viktor Láznička, Radek Kalod, Robert Cvek                                                  | 20       | 2596 | 31,0  | 399,0   | 18   | 7     | 4      | 2      |

### Nejlepší individuální výsledky
| Hráč             | Družstvo | Elo  | Deska | Body | Partie | Performance |
| ---------------- | -------- | ---- | ----- | ---- | ------ | ----------- |
| Vladimir Kramnik | Rusko    | 2729 | 1     | 6,5  | 9      | 2847        |
| Wang Jüe         | Čína     | 2598 | 4     | 10,0 | 12     | 2837        |
| Étienne Bacrot   | Francie  | 2708 | 1     | 6,0  | 8      | 2833        |
| Magnus Carlsen   | Norsko   | 2646 | 1     | 6,0  | 8      | 2820        |
| Sergej Karjakin  | Ukrajina | 2661 | 3     | 8,5  | 11     | 2798        |
| Pu Siang-č'      | Čína     | 2640 | 1     | 8,0  | 12     | 2790        |
| David Navara     | Česko    | 2658 | 1     | 8,5  | 12     | 2786        |
| Vladimír Akopjan | Arménie  | 2706 | 2     | 9,0  | 12     | 2778        |
| Levon Aronian    | Arménie  | 2756 | 1     | 7,0  | 11     | 2768        |
| Joel Lautier     | Francie  | 2682 | 2     | 8,0  | 11     | 2759        |

## Ženský turnaj
Ženské soutěže se zúčastnila družstva z 99 šachových svazů zastoupených ve FIDE, "B" družstvo pořádající Itálie a družstva zastupující mezinárodní šachové federace nevidomých, neslyšících a tělesně postižených. Družstva Somálska a Súdánu byla přihlášena, ale nedorazila. Družstva Afghánistánu, Ugandy a Rwandy byla nalosována do 1. kola, k zápasům však nedorazila a po prvním kole byla odhlášena.

### Výsledky
| #   | Družstvo   | Sestava                                                                                            | Nasazení | Elo  | Skóre | Bucholz | Body | Výhry | Remízy | Prohry |
| --- | ---------- | -------------------------------------------------------------------------------------------------- | -------- | ---- | ----- | ------- | ---- | ----- | ------ | ------ |
| 1.  | Ukrajina   | WGM Natalija Žukovová, IM Kateryna Lahnová, IM Inna Janovská-Gaponěnková, WGM Anna Ušeninová       | 2        | 2441 | 29,5  | 299,0   | 25   | 12    | 1      | 0      |
| 2.  | Rusko      | GM Alexandra Kostěňuková, IM Taťjana Kosincevová, IM Naděžda Kosincevová, IM Jekatěrina Kovalevská | 1        | 2499 | 28,0  | 306,0   | 21   | 9     | 3      | 1      |
| 3.  | Čína       | WGM Čao Süe, WGM Wang Jü, Šen Jang, WFM Chou I-fan                                                 | 6        | 2408 | 27,5  | 307,5   | 19   | 8     | 3      | 2      |
| 4.  | USA        | WGM Anna Zatonskihová, IM Irina Krushová, WGM Rusudan Goletianiová, WGM Camilla Baginskaiteová     | 5        | 2414 | 24,5  | 307,0   | 19   | 7     | 5      | 1      |
| 5.  | Maďarsko   | IM Hoang Thanh Trang, IM Ildiko Madlová, IM Szidonia Vajdová, WGM Anita Garová                     | 4        | 2426 | 24,5  | 306,0   | 17   | 8     | 1      | 4      |
| 6.  | Gruzie     | IM Nino Churcidzeová, IM Nana Dzagnidzeová, IM Lela Javachišviliová, IM Maja Lomineišviliová       | 3        | 2430 | 24,5  | 305,5   | 17   | 7     | 3      | 3      |
| 7.  | Nizozemsko | GM Zhaoqin Peng, IM Tea Bosboomová-Lanchavová, FM Petra Schuurmanová, WIM Bianca Muhrenová         | 18       | 2344 | 24,5  | 276,5   | 17   | 7     | 3      | 3      |
| 8.  | Arménie    | IM Lilit Mkrtčianová, IM Elina Danielianová, WGM Nelli Agiňanová, WIM Siranuš Andriasianová        | 7        | 2402 | 24,0  | 299,0   | 18   | 7     | 4      | 2      |
| 9.  | Slovinsko  | WGM Anna Muzyčuková, WGM Ana Srebrničová, WIM Jana Krivecová, WFM Ksenija Novaková                 | 17       | 2348 | 24,0  | 286,0   | 16   | 7     | 2      | 4      |
| 10. | Česko      | IM Jana Jacková, WIM Kateřina Čedíková, WIM Olga Sikorová, WIM Petra Blažková                      | 22       | 2299 | 24,0  | 270,5   | 16   | 8     | 0      | 5      |

### Nejlepší individuální výsledky
| Hráč                         | Družstvo  | Elo  | Deska | Body | Partie | Performance |
| ---------------------------- | --------- | ---- | ----- | ---- | ------ | ----------- |
| WGM Čao Süe                  | Čína      | 2423 | 1     | 10,0 | 13     | 2617        |
| IM Taťjana Kosincevová       | Rusko     | 2489 | 2     | 9,5  | 12     | 2598        |
| WFM Chou I-fan               | Čína      | 2298 | 3     | 11,0 | 13     | 2596        |
| GM Antoaneta Stefanovová     | Bulharsko | 2502 | 1     | 9,0  | 12     | 2563        |
| IM Hoang Thanh Trang         | Maďarsko  | 2487 | 1     | 9,5  | 13     | 2539        |
| WGM Natalija Žukovová        | Ukrajina  | 2425 | 1     | 7,5  | 10     | 2537        |
| IM Inna Janovská-Gaponěnková | Ukrajina  | 2430 | 3     | 7,0  | 9      | 2531        |
| IM Viktorija Čmilytė         | Litva     | 2470 | 1     | 9,5  | 12     | 2530        |
| IM Naděžda Kosincevová       | Rusko     | 2469 | 3     | 7,5  | 10     | 2521        |
| IM Irina Krushová            | USA       | 2437 | 2     | 8,0  | 11     | 2512        |